# 로라 실버먼
로라 실버먼(영어: Laura Silverman, 1966년 6월 10일 ~ )은 미국의 배우, 성우이다.

## 방송
- 컴백 시즌2
- 밥스 버거스 4
- 밥스 버거스 3
- 너스 재키 시즌4
- 사라 실버맨 프로그램

## 영화
- 컴백 시즌2 (2014년)
- 지저스 피플: 더 무비 (2009년) - 타미 와일즈 역
- 커밍스 팜 (2009년) - 티나 역
- 사라 실버맨 프로그램 (2007년)
- 컴백 (2005년) - 제인 역
- 사라 실버맨 - 지저스 이즈 매직 (2005년)
- 킹 오브 퀸즈 (1998년)
- 투 트러블 (1998년)